# Okręg wyborczy Tower Hamlets
Okręg wyborczy Tower Hamlets powstał w 1832 r. i wysyłał do brytyjskiej Izby Gmin dwóch deputowanych. Okręg obejmował południowo-wschodnią część hrabstwa Middlesex. Został zlikwidowany w 1885 r.

## Deputowani do brytyjskiej Izby Gmin z okręgu Tower Hamlets
- 1832–1841: Stephen Lushington, wigowie
- 1832–1857: William Clay, wigowie
- 1841–1847: Charles Richard Fox, wigowie
- 1847–1852: George Thompson, wigowie
- 1852–1868: Charles Salisbury Butler, Partia Liberalna
- 1857–1874: Acton Smee Ayrton, Partia Liberalna
- 1868–1880: Joseph d’Aguilar Samuda, Partia Liberalna
- 1874–1885: Charles Ritchie, Partia Konserwatywna
- 1880–1885: James Bryce, Partia Liberalna